# Griva konjska
Griva konjska (paštitkasta konopljuša, konopljuša, lat. Eupatorium cannabinum) je ljekovita biljka iz porodice glavočika, u narodu poznata još kao konopljuša.
Upotrebljava se prah od korijena ove biljke za liječenje žučnih kanala i žučnog mjehura. Zbog obilnog sadržija tanina korisna je kod krvarenja svake vrste. I korijen i biljka u narodu važe kao ljekovito sredstvo. Preporučuje se kod gripe, čije trajanje skraćuje. Danas se smatra da je korištenje bolje izbjegavati jer sadrži i pirolizidinske alkaloide.
Sadrži: eterično ulje, smolu, fosfat, kalcij oksalat, kalij nitrat, silicijevu kiselinu, eupatorin i inulin. 
Koristi se: list, cvijet i korijen. 
Sakupljaju se: list i cvijet u svibnju.lipnju, srpnju i kolovozu a korijen u rujnu, listopadu i studenom.

## Podvrste
- Eupatorium cannabinum subsp. cannabinum
- Eupatorium cannabinum subsp. corsicum (Loisel.) P. Fourn.

## Vanjske poveznice
https://pfaf.org/user/Plant.aspx?LatinName=Eupatorium+cannabinum